# Criscia stricta
Criscia stricta é uma espécie de plantas com flores da América do Sul. É nativa do Uruguai, Brasil (Rio Grande do Sul, Paraná) e Argentina (Buenos Aires, Misiones, Corrientes, Entre Ríos).